# Baeck (Adelsgeschlecht)

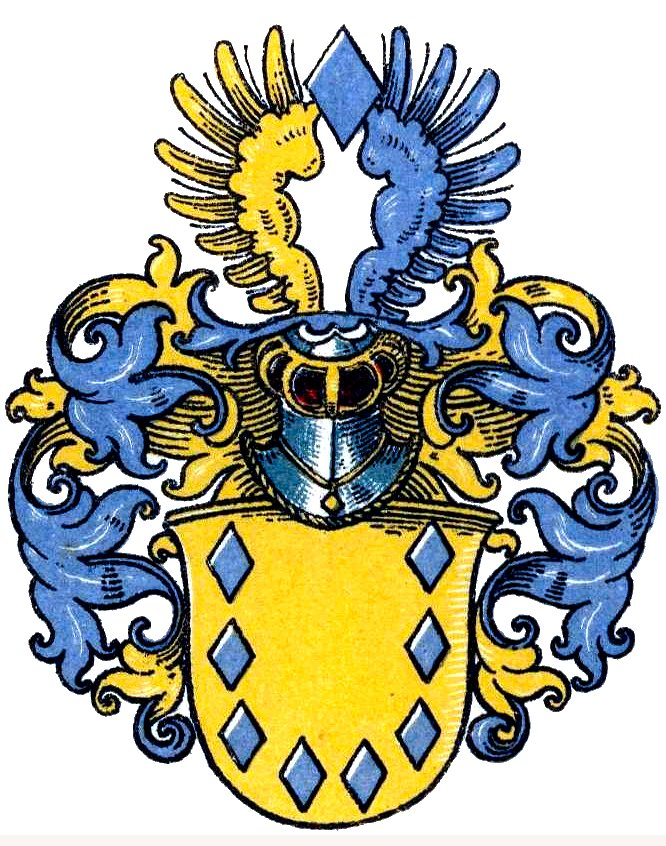
Wappen derer von Baeck

Die Herren von Baeck (auch: Baek, Baak o. ä.) waren ein westfälisches Adelsgeschlecht.

## Geschichte
Das Geschlecht kommt zuerst unter den Burgmännern auf Burg Nienborg bei Ahaus vor. Späterer Stammsitz des Geschlechts war Haus Grevinghof (auch: Grewinghof) in Beelen im Kreis Warendorf im Osten des Münsterlandes, zu dem ungefähr 60 Hofstellen gehörten. Außerdem waren sie Holzrichter der Beelener Mark. Das Geschlecht besaß Haus Grevinghof von der Mitte des 14. Jahrhunderts bis 1694. Mitte des 14. Jahrhunderts gelangte es als Mitgift der Guda von Korff an Series von Baeck. Weitere Familienmitglieder waren:
- Series van Baeck zu Grevynckhave (1558)
- Serries von Baeck (* im 16. Jahrhundert; † im 16. Jahrhundert), Domherr in Münster.
- Henrich Back zu Grevinghof (1592)
- Margaretha von Langen, Witwe von Otto von Baek zu Grevinghof (1608)
- Serries van Baek zu Grevinghof (1612)
- Johan Everhardt Baeck zu Grevinghof, Sentmaring und Soest (1625)
- Johann Sergius von Baeck († 1634), Domherr zu Minden
- Joachim Rudolf von Baek zu Beelen und Grevinghof (1650)
- Wilhelm Rudolf und Otto Heinrich von Baek zu Grevinghof (1669, 1700). Letzterer verkaufte 1685 zwei Kotten im Kreis Milte an das Kloster Vinnenberg.

Der Letzte des Geschlechts derer von Baeck zu Grevinghoff übertrug seinen Besitz auf die weitläufig mit ihm verwandten Brüder von Oer zu Egelborg und Nottbeck. Das Geschlecht erlosch um 1700.

## Wappen
In Gold acht (auch neun oder zehn) blaue, dem Schildrand folgende Rauten. Auf dem Helm ein goldener und ein blauer Flügel, dazwischen eine blaue Raute. Die Helmdecken in gold–blau.
Das Wappen zeigt eine weitgehende Übereinstimmung mit dem Wappen derer von Borghorst.
In den ältesten Siegeln des Geschlechts derer von Baeck sind zwei rechtsschräge Reihen von Rauten dargestellt.